# Yitzhak Shamir
Pour les articles homonymes, voir Shamir.
Yitzhak Shamir (en hébreu : יצחק שמיר), né Icchak Jaziernicki le 15 octobre 1915 à Roujany en Biélorussie (devenue Różana, dans la Pologne de l'entre-deux-guerres) et mort le 30 juin 2012 à Herzliya, est un homme d'État israélien. Il est membre de l'organisation sioniste de droite Irgoun de 1937 à fin 1940, puis il devient un des cadres du groupe Lehi de 1941 jusqu'à sa dissolution officielle en juin 1948.
Député à partir des élections législatives israéliennes du 31 décembre 1973, il est élu président de la Knesset après les élections législatives du 17 mai 1977, qui marquent l’arrivée de la droite au pouvoir pour la première fois dans l’histoire d’Israël.
Il est ministre des Affaires étrangères de mars 1980 à octobre 1986 et Premier ministre d'octobre 1983 à septembre 1984 puis d'octobre 1986 à juillet 1992.
Figure clef du Likoud de Menahem Begin, il est un fervent défenseur du Grand Israël et s'oppose à la politique de concessions territoriales pour parvenir à la paix, préconisée par la gauche.

## Biographie

### Jeunesse
Yitzhak Shamir grandit à Roujany, avant d'étudier à Białystok où il obtient son diplôme de fin d'études secondaires, puis à Varsovie, où il commence alors ses études de droit. Il les achèvera à la faculté de droit de l'Université hébraïque de Jérusalem à partir de 1935. Marqué par l'antisémitisme subi dans sa jeunesse en Pologne, il décide d'émigrer en Palestine mandataire en 1935. Son patronyme est alors Jeziernicki, mais il le change ensuite en Shamir. Il était alors courant dans le Yishouv d'hébraïser son patronyme. En Pologne, Shamir était membre du Betar, un mouvement de jeunesse marqué à droite dont les idées étaient proches de celles du Parti révisionniste de Zeev Jabotinsky, ancêtre du Likoud.

### Engagement au sein de l'Irgoun puis du Lehi
Il rejoint en 1937 l'Irgun Zvai Leumi, organisation armée sioniste de droite, qui commettra de nombreux attentats contre les civils arabes palestiniens entre 1936 et 1939, lors de la période de la grande révolte arabe en Palestine. Les attentats feront environ 250 morts parmi les Palestiniens d'origine arabe. L'Irgun commet aussi parallèlement des actes contre les Britanniques comme des attaques de postes de police ou de casernes de l'armée ou des champs d'aviation de la R.A.F.
Lorsque l'Irgun se divise à la fin de l'année 1940, au sujet de la poursuite ou non de la lutte armée contre la puissance d'occupation, Yitzhak Shamir suit la faction la plus radicale, dirigée par Avraham Stern, plus tard surnommée groupe Stern ou Lehi, faction qui souhaitait orienter immédiatement la lutte armée contre les Britanniques, et ce à la suite de la publication par ceux-ci en 1939 d'un Livre blanc sur la Palestine qui indiquait « le gouvernement de Sa Majesté déclare aujourd’hui sans équivoque qu'il n'est nullement dans ses intentions de transformer la Palestine en un État juif ». Au sein du groupe Stern ou Lehi, Yitzhak Shamir se fait appeler Michael, nom de guerre qu'il a choisi en hommage à l'Irlandais Michael Collins, chef historique de l'IRA en lutte contre les Anglais.
En 1941, Yitzhak Shamir est arrêté par les forces britanniques puis emprisonné dans une prison en Palestine mandataire. Après la mort d'Avraham Stern, abattu par les Britanniques en février 1942, le Lehi cesse ses opérations. Yitzhak Shamir, détenu alors dans un camp de l'armée britannique, s'enfuit de ce camp en septembre 1942 ; redevenu clandestin, il devient le chef du Lehi, qu'il réorganise.
Fin 1943, après l'évasion d'autres membres du Lehi, la direction de cette organisation est réorganisée et il devient l'un des trois membres du « Centre », la direction collective de l'organisation sioniste considérée comme étant la plus dangereuse pour les Britanniques car la plus extrémiste : les deux autres membres dirigeants sont Nathan Yalin-Mor et Israël Eldad. Yitzhak Shamir est plus spécialement chargé des opérations armées. Il fait l'objet de recherches actives par les forces britanniques en tant que « terroriste » et sa tête est mise à prix.

#### Responsabilité d'actes terroristes
Le Lehi reprend ses attentats contre les Britanniques en Palestine mandataire après le débarquement des Alliés en Normandie en juin 1944, en liaison avec l'Irgoun. Sous sa direction opérationnelle, le Lehi fut responsable de nombreuses actions terroristes, comme l'assassinat au Caire le 6 novembre 1944 du ministre d'État britannique pour le Moyen-Orient, Lord Moyne et l'assassinat le 17 septembre 1948 à Jérusalem du représentant spécial de l'Organisation des Nations unies pour le Moyen-Orient, le comte Folke Bernadotte et du colonel Sérot, chef des observateurs militaires de l'ONU en Palestine.
Arrêté pour la dernière fois le 2 août 1946 par la police britannique, dans les rafles qui suivent l'attentat commis à Jérusalem contre l'hôtel King David, le 26 juillet 1946 par l'Irgoun, qui fit 91 victimes (dont des Britanniques, des Arabes et 19 juifs), Yitzhak Shamir est condamné par un tribunal militaire britannique siégeant à Jérusalem, en septembre 1946, à être emprisonné à plusieurs années de prison et est ensuite expulsé de Palestine pour purger sa peine dans un camp géré par l'armée britannique en Érythrée où le gouvernement éthiopien a concédé des terrains à l'armée britannique, depuis le retour au pouvoir du Négus en Ethiopie, en fin 1941. Mais il s'évade de nouveau le 13 janvier 1947. Il gagne ensuite la Côte française des Afars et des Issas, soit la zone de Djibouti où il est retenu pendant trois mois, après avoir effectué une demande d'asile politique. À la fin de cette période, sa demande d'asile est « de facto » admise car il est évacué vers la France par les autorités françaises, qui auraient alors dû le renvoyer en Palestine mandataire, en vertu des accords judiciaires conclus entre la France et la Grande-Bretagne. Sur le territoire français, il s'occupe d'activités de soutien et de logistique pour l'Irgoun, le Lehi n'ayant pas d'implantation réelle en France. De nombreuses années plus tard, dans un entretien avec un journaliste français, il déclare alors qu'il n'oubliera jamais le rôle de la France en sa faveur et du soutien apporté par le gouvernement français et par les partis politiques de l'époque aux groupes représentant les tendances diverses du sionisme.
Il ne reviendra en Israël qu'après la création de l'État juif, le 20 mai 1948. D'août 1946 à mai 1948, le Lehi a donc fonctionné sans lui mais il reprend dès son retour son rôle de chef des opérations militaires pour les dernières opérations du groupe terroriste Stern ou Lehi (contre les villages arabes), qui se déroulent avant la création officielle de l'armée israélienne - Tsahal - le 26 mai 1948 par le gouvernement provisoire israélien et l'intégration progressive des anciens membres des groupes armés de l'Irgoun et du Stern, ainsi que ceux de la Haganah et du Palmach, sur une période prévue de six mois, dans les nouvelles forces de défense d'Israël, devant également intégrer les services de renseignement des anciennes organisations clandestines sionistes. En juin 1948, le groupe Stern se dissout sur l'ancien territoire de la Palestine mandataire mais conserve toutefois une structure politique et opérationnelle pour la zone de Jérusalem, qui devait être, selon le vote de l'assemblée générale de l'ONU le 29 novembre 1947, un « corpus separatum », soit un secteur qui ne devait pas être géré ni par l'Etat juif ni par le futur Etat arabe mais confié à une autorité indépendante, placée sous la direction des Nations unies. C'est un commando de « sternistes » déguisés en policiers militaires israéliens qui commet l'attentat le 17 septembre 1948 contre le médiateur des Nations unies, le comte Folke Bernadotte et le colonel de l'armée de l'air française Sérot, chef des observateurs de l' ONU, sur l'ordre du « centre », organe suprême du Lehi dont Yitzhak Shamir est l'un des trois membres les plus importants, avec Nathan Yalin-Mor et Israël Eldad.

### Carrière politique

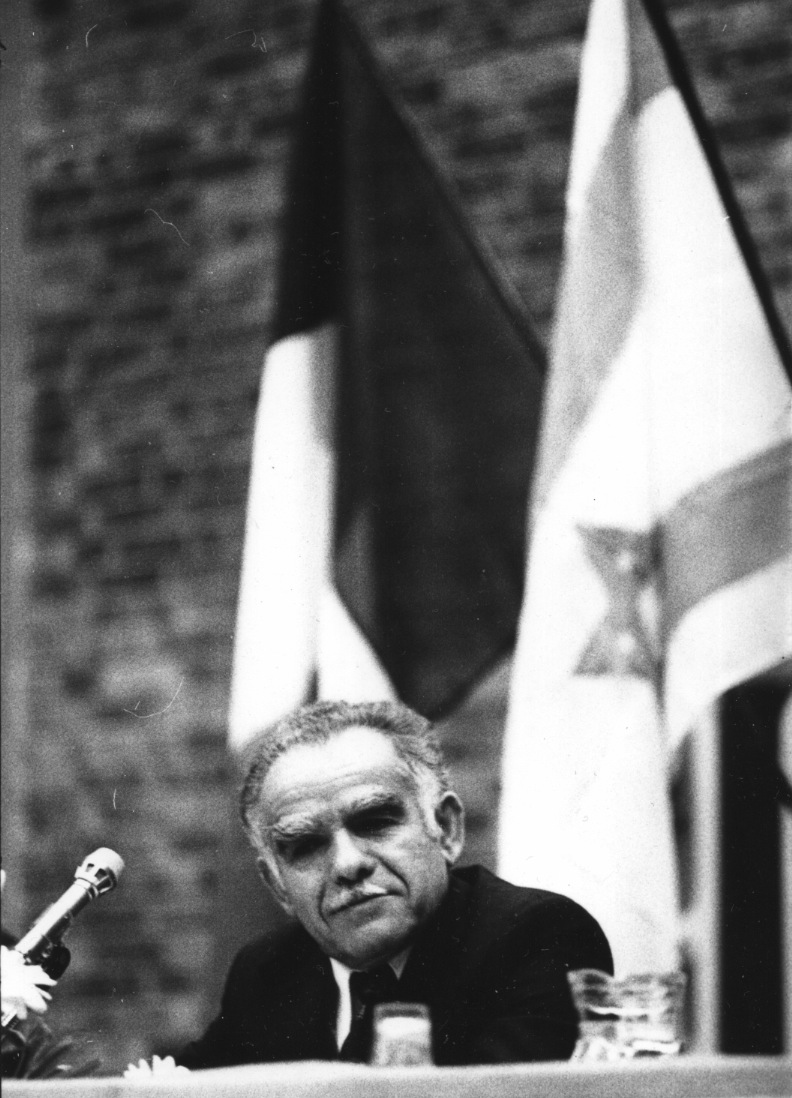
Yitzhak Shamir en 1977.

Après la création de l'Etat d'Israël, Itzhak Shamir se lance dans les affaires pendant quelques années. Il crée diverses sociétés qu'il gère, plus ou moins bien. Puis il rejoint, de 1955 à 1965, le service secret israélien Mossad, où il est surnommé le « Derviche » . Ensuite, il entame une carrière politique en tant qu'homme de la droite israélienne : il est élu député pour la première fois à la Knesset en décembre 1973 sur la liste du Likoud. Il est président de la Knesset pendant environ trois ans (jusqu'en mars 1980) après les élections législatives de mai 1977 au moment où la droite israélienne menée par Ménahem Begin fait basculer dans l'opposition les travaillistes qui détenaient le pouvoir depuis les premières élections législatives en janvier 1949.
Malgré sa réputation de faucon du Likoud, Yitzhak Shamir dirige en novembre-décembre 1977 la délégation israélienne qui rencontre le président égyptien Anouar el-Sadate et les discussions de paix. Toutefois, il se signale par son abstention au cours du vote du Parlement israélien entérinant les accords de Camp David qui conduiront à la signature du traité de paix israélo-égyptien en 1979.
En mars 1980, il est nommé ministre des Affaires étrangères. Partisan du Grand Israël, il s'oppose à toutes concessions au profit des Palestiniens.
Entre le 6 juin et le 29 septembre 1982 (dates de début et de fin de la pénétration des forces israéliennes au Liban), il occupe la fonction de ministre des Affaires étrangères. Les troupes israéliennes conquièrent rapidement la majeure partie du Liban et assiègent Beyrouth. Elles permettent à des milices chrétiennes extrémistes de perpétrer les 15 et 16 septembre 1982 le massacre de Sabra et Chatila contre les réfugiés palestiniens.
Il est à la fois ministre des affaires étrangères et Premier ministre, après octobre 1983, quand il succède à Menahem Begin mais son incapacité à maîtriser l'inflation aboutit, sous sa proposition, à la formation d'un gouvernement de coalition à la suite des élections de septembre 1984, dirigé par Shimon Peres, membre jusqu'alors de l'opposition. Shimon Peres fut Premier ministre jusqu'en septembre 1986, où Yitzhak Shamir lui succéda.
Afin de pouvoir reprendre le poste de Premier ministre, Yitzhak Shamir modéra son image de dur du parti. Réélus en 1988, Shamir et Peres formèrent une nouvelle coalition gouvernementale jusqu'en 1990, lorsque le Parti travailliste, dirigé par Shimon Peres, quitte le gouvernement, laissant Yitzhak Shamir gouverner seul avec une faible majorité.
Durant la guerre du Golfe (1990-1991), les États-Unis déployèrent, avec l'accord du gouvernement Shamir, des batteries d'anti-missiles Patriot pour protéger Israël des missiles Scud dont l'Irak le menaçait. En contrepartie, le gouvernement Shamir ne réagit pas aux lancements des missiles Scud envoyés sur Israël.
En 1991, le gouvernement Shamir prit part à la conférence de Madrid réunie à l'initiative des États-Unis. La même année, il avait ordonné le transfert d'environ 20 000 juifs éthiopiens vers Israël, connue sous le nom de l'opération Salomon. En tant que Premier ministre, il visitera notamment divers centres d'intégration de Juifs éthiopiens.

### Dernières années

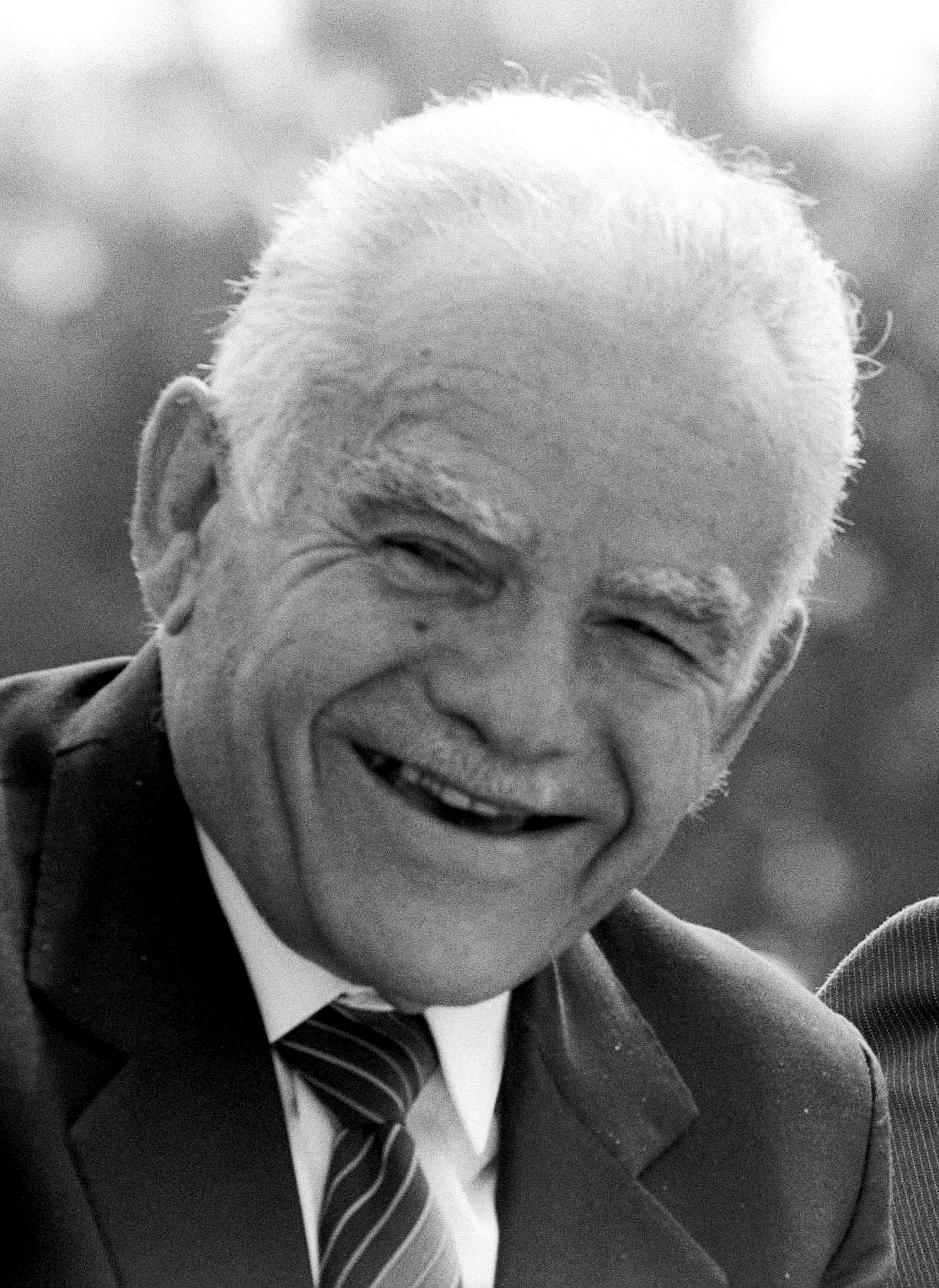
Yitzhak Shamir en 1988.

Yitzhak Shamir quitta la fonction de Premier ministre en juillet 1992, puis la direction du Likoud en mars 1993, non sans avoir critiqué la politique envers les Palestiniens de son successeur, Benyamin Netanyahou, qu'il juge trop modérée.
Il s’oppose aux accords d’Oslo en 1993.
Après avoir souffert depuis 2004 de la maladie d'Alzheimer, Yitzhak Shamir meurt le 30 juin 2012,. Le président de la République française, François Hollande, déclare à son propos : « Chef du gouvernement, lors de la première guerre du Golfe, alors qu'Israël était attaqué par [l'ancien président irakien] Saddam Hussein, il sut manifester la retenue nécessaire pour protéger son pays. La relation qu'il entretenait avec la France était ancienne et, à la tête du gouvernement d'Israël, il s'est attaché à renforcer les liens d'amitié et de coopération entre nos deux pays ».

## Fonctions
- Du 17 juin 1977 au 10 mars 1980 : président de la Knesset (IX ème législature)
- Du 10 mars 1980 au 10 octobre 1983 : ministre des Affaires étrangères.
- Du 10 octobre 1983 au 13 septembre 1984 : Premier ministre et ministre des Affaires étrangères.
- Du 13 septembre 1984 au 20 octobre 1986 : 1er vice-premier ministre et ministre des Affaires étrangères.
- Du 20 octobre 1986 au 13 juillet 1992 : Premier ministre.
- Du 22 décembre 1988 au 13 juillet 1992 : ministre du Travail.
- Du 11 juin 1990 au 13 juillet 1992 : ministre de l'Environnement.
- Du 27 novembre 1990 au 13 juillet 1992 : ministre des Affaires de Jérusalem.